# San Zaccaria

San Zaccaria är en kyrkobyggnad i stadsdelen Castello i Venedig. Grundmurarna till kyrkan går tillbaka till 800-talet, men den har byggts om under, och formats av, renässansen. Kyrkan användes i äldre tid som begravningskyrka för Serenissima republikens ledare.
Mauro Codussi ritade kyrkans fasad i slutet av 1400-talet. Den officielle arkitekten vid ombyggnaden var Antonio Gambello. I kyrkans interiör finner man Madonnan och Barnet med helgon av Giovanni Bellini 1505 samt verk av bland andra Tintoretto, Giovanni Domenico Tiepolo, Angelo Trevisani och Anthonis van Dyck.
San Zaccaria-kyrkan var ursprungligen en klosterkyrka. Ett kloster för kvinnor ur benediktinorden grundades där av dogen Agnello Participazio i början av 800-talet. Det var till för döttrar ur Venedigs främsta adelsfamiljer, där abbedissan ofta var släkt med dogen: det beskrivs som slappt och luxuöst, och före detta dogaressor bosatte sig ofta där efter dogens död. Klostret upplöstes efter Napoleons erövring av Venedig 1797.